# Neoascia amurensis
Neoascia amurensis är en tvåvingeart som beskrevs av Mutin 1993. Neoascia amurensis ingår i släktet dvärgblomflugor, och familjen blomflugor. Inga underarter finns listade i Catalogue of Life.